# 新幹線E956形電車
新幹線E956形電車（しんかんせんE956がたでんしゃ）は、2019年に登場した、東日本旅客鉄道（JR東日本）の新幹線高速試験車。
愛称は「ALFA-X」（アルファエックス）で「Advanced Labs for Frontline Activity in rail eXperimentation」（鉄道実験における最先端の活動を行うための先進的な試験室）に由来する。

## 概要
北海道新幹線札幌開業を視野に360km/h営業運転が可能な営業車両の開発を目的とし、2019年5月から2022年3月にかけて、400km/h走行なども含めた様々な試験を実施する。同年5月10日夜から試験を開始するにあたり、2019年5月9日に新幹線総合車両センターにて報道公開された。
1 - 6号車は川崎重工業、7 - 10号車は日立製作所で製造された（10号車の先頭車の意匠の意匠権はJR東日本と日立製作所が共同で保有している）。2018年12月12日に1号車の車体が川崎重工業兵庫工場で公開され、2019年2月8日には10号車の車体が日立製作所笠戸事業所で公開された。先端部分の「鼻」の長さが1号車は約16メートル、10号車は約22メートルあり、両端を異なる形状にしてトンネル進入時の車体への圧力などの違いを分析する。中間車の2 - 9号車のうち、3・7号車は他の車両と比べて窓が小さく、5号車には客室の窓が設けられていない。これらの車両では、窓の大きさや有無による車両構造・客室内環境等の評価が行われる。8号車は客室を2つに分けた車両となり、客室環境の比較評価が行われる。走行時は先頭車・中間車の各車両に測定器等が搭載される。
制御伝送装置にはS-INTEROSを搭載している。
2020年10月27日には、報道関係者を対象にした試乗会が行われた。

## 編成
|             | ← 東京新潟・新青森・新函館北斗・札幌 → |           |           |           |           |           |           |            |            |            |
| 号車        | 1                                      | 2         | 3         | 4         | 5         | 6         | 7         | 8          | 9          | 10         |
| 形式        | E956 (M1c)                             | E956 (M1) | E956 (M2) | E956 (M2) | E956 (M1) | E956 (M1) | E956 (M2) | E956 (M2s) | E956 (M1s) | E956 (M2c) |
| S13編成番号 | 1                                      | 2         | 3         | 4         | 5         | 6         | 7         | 8          | 9          | 10         |
| クラス級別  | 普                                     | 普        | 普        | 普        | 普        | 普        | 普        | GC         | G          | 普         |
| 定員        | 30                                     | 105       | 85        | 100       | 59        | 100       | 85        | 36         | 55         | 15         |
| 集電設備    | －                                     | －        | ●         | △         | ▲         | △         | ●         | －         | －         | －         |

クラス級別の凡例
- 普：普通車
- G：グリーン車
- GC：グランクラス

集電設備の凡例
- －：未装備
- ●：集電設備用台座に集電装置と遮音板を搭載
- △：集電設備用台座のみ
- ▲：集電設備用台座(+新型集電装置を一時搭載)

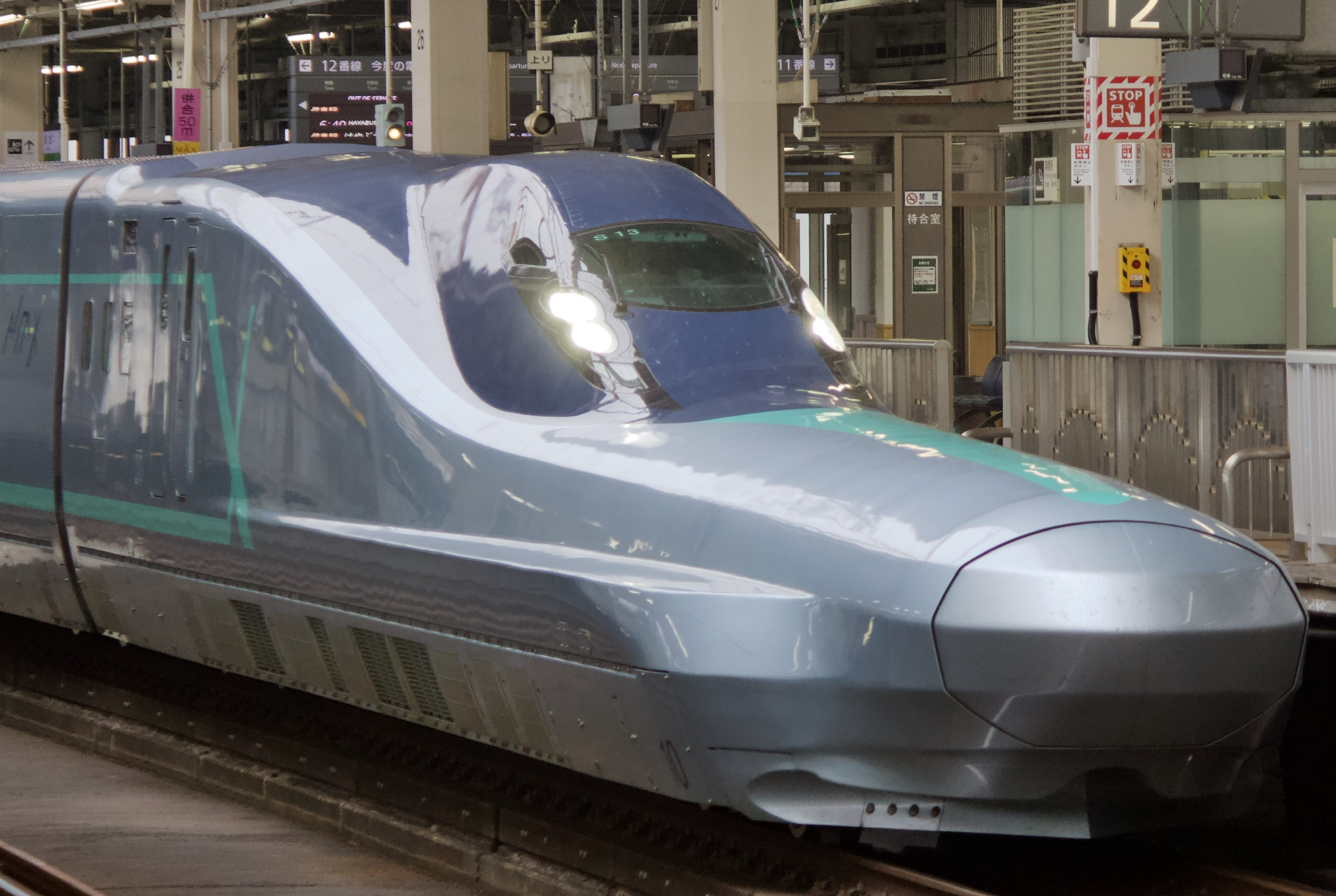
E956-10 （10号車）
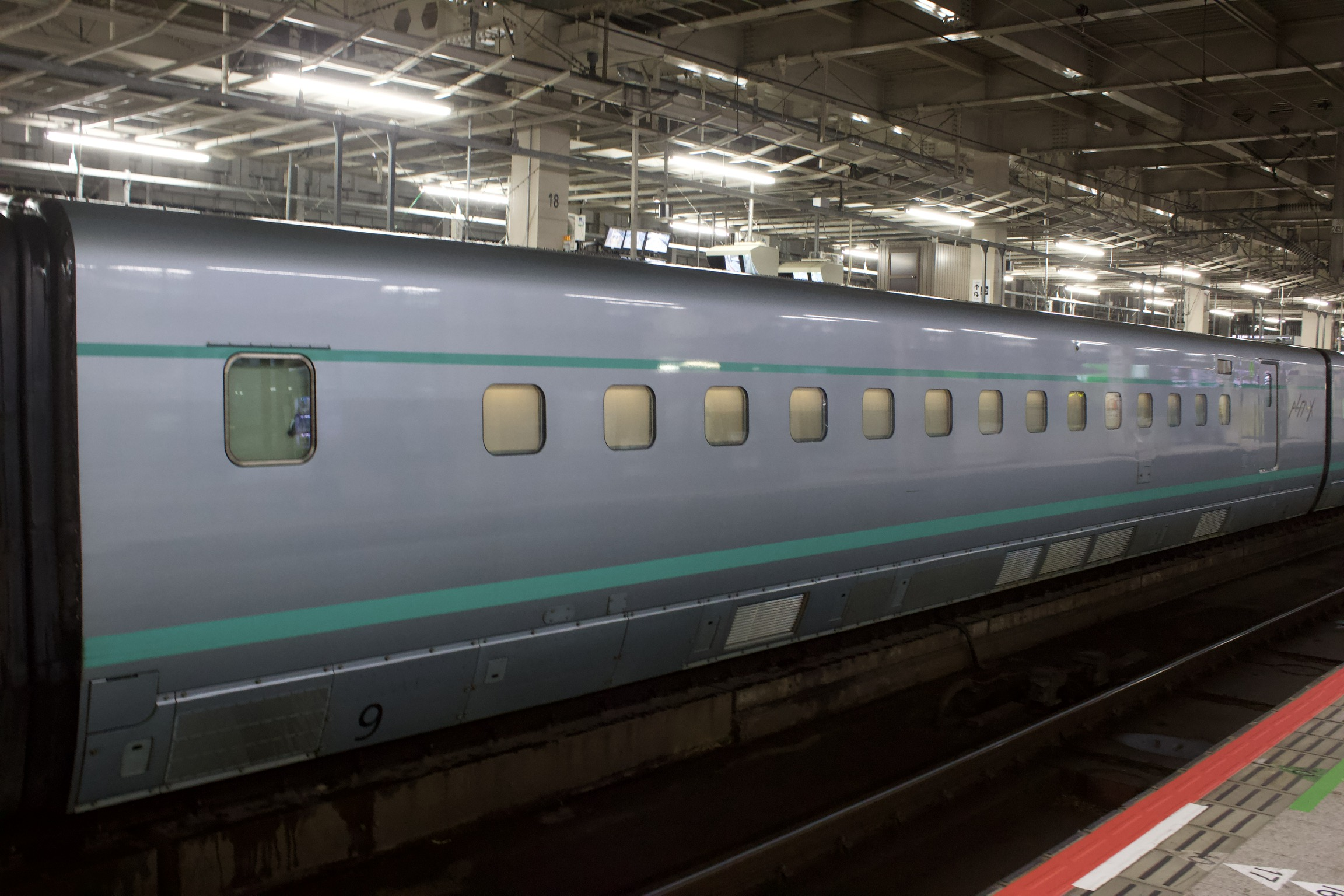
E956-9 （9号車）【グリーン車予定】
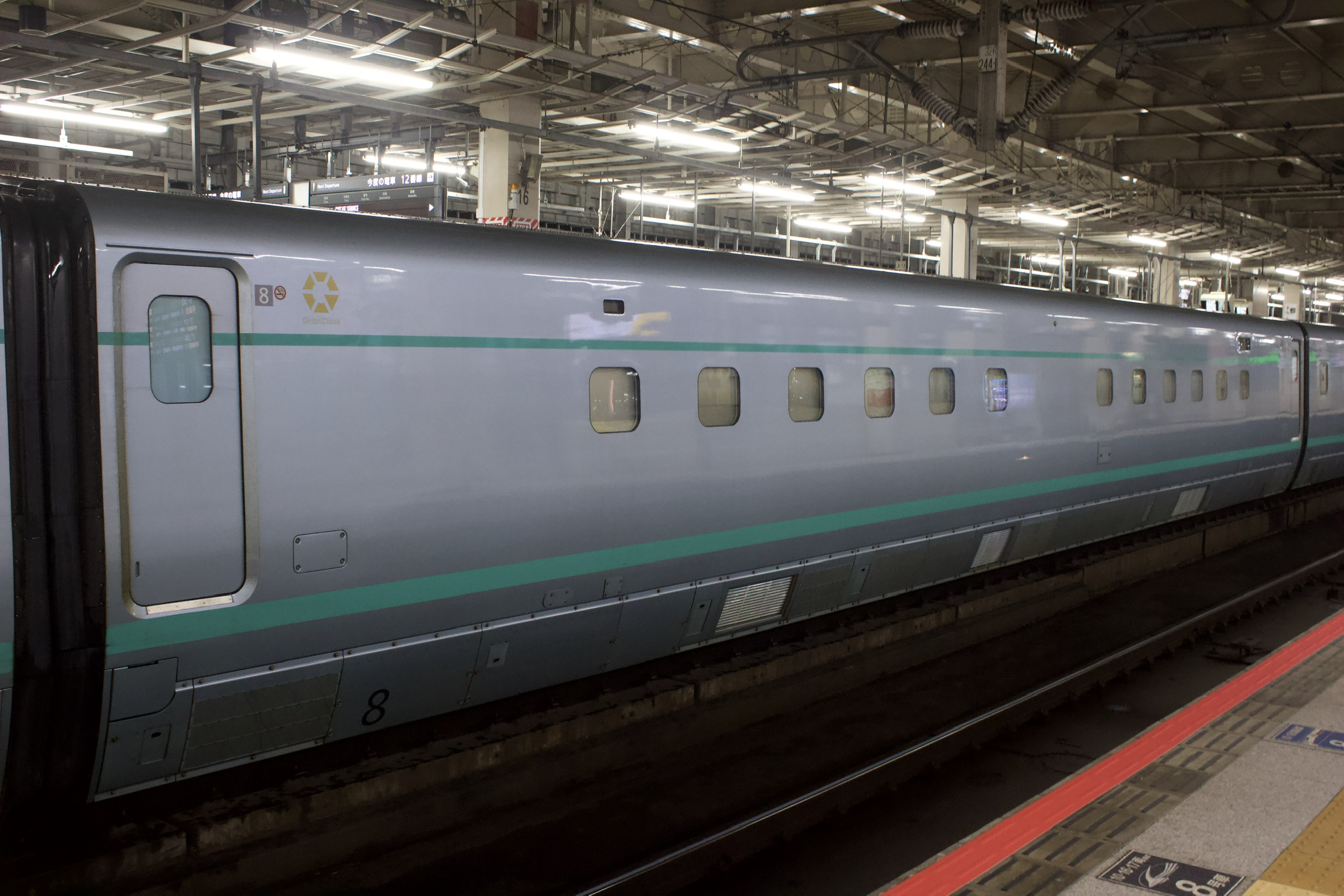
E956-8 （8号車）【グランクラス予定】
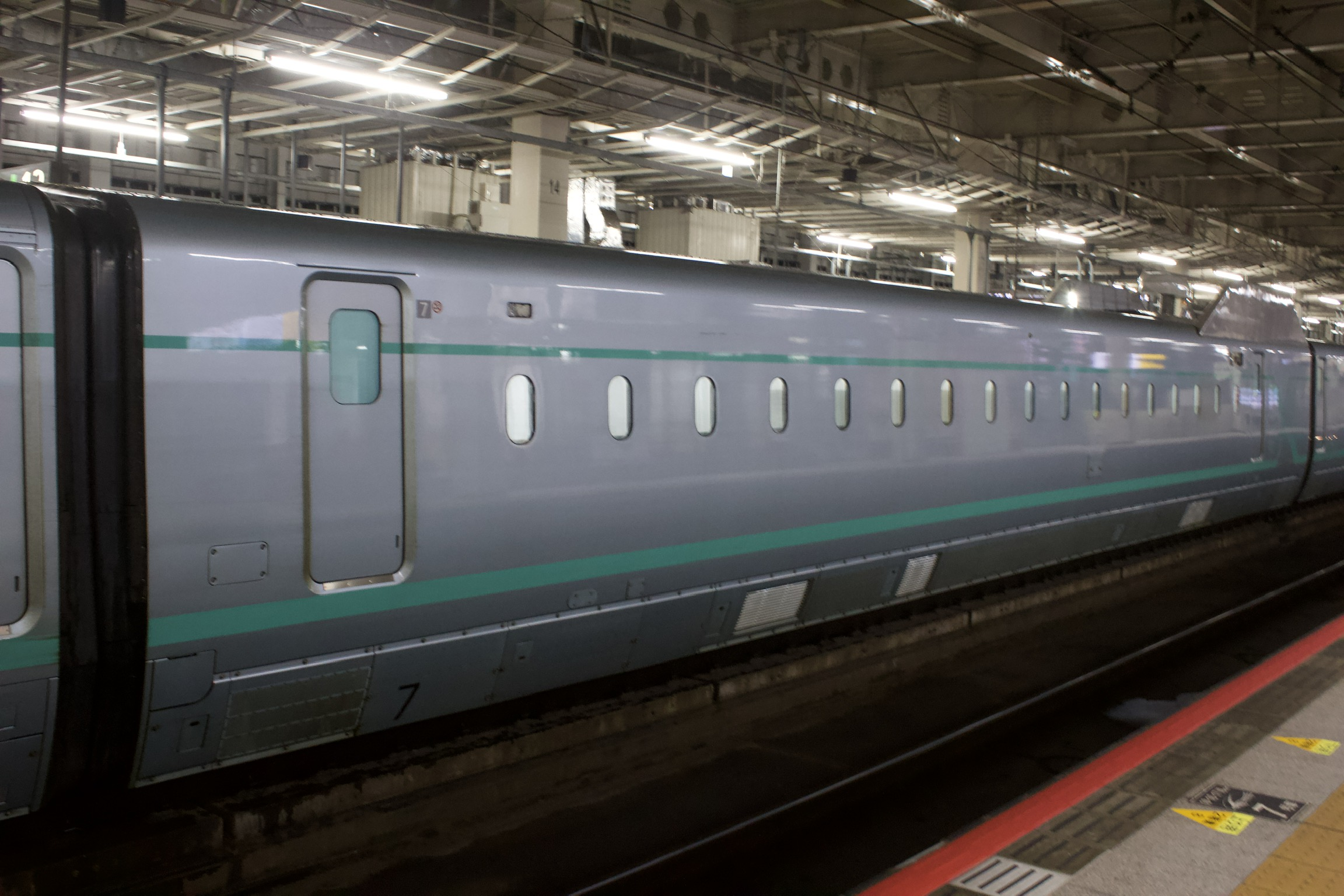
E956-7 （7号車）
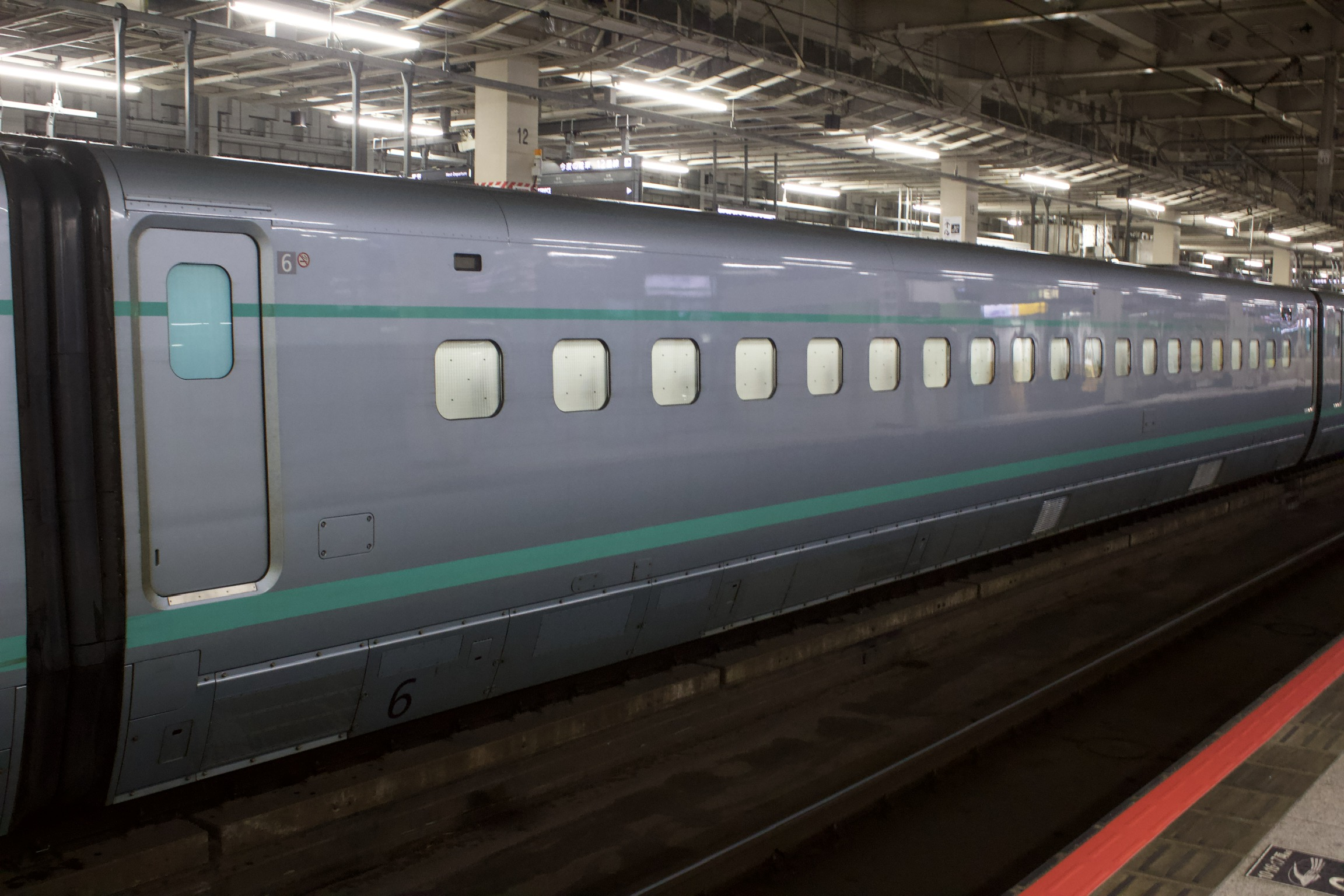
E956-6 （6号車）
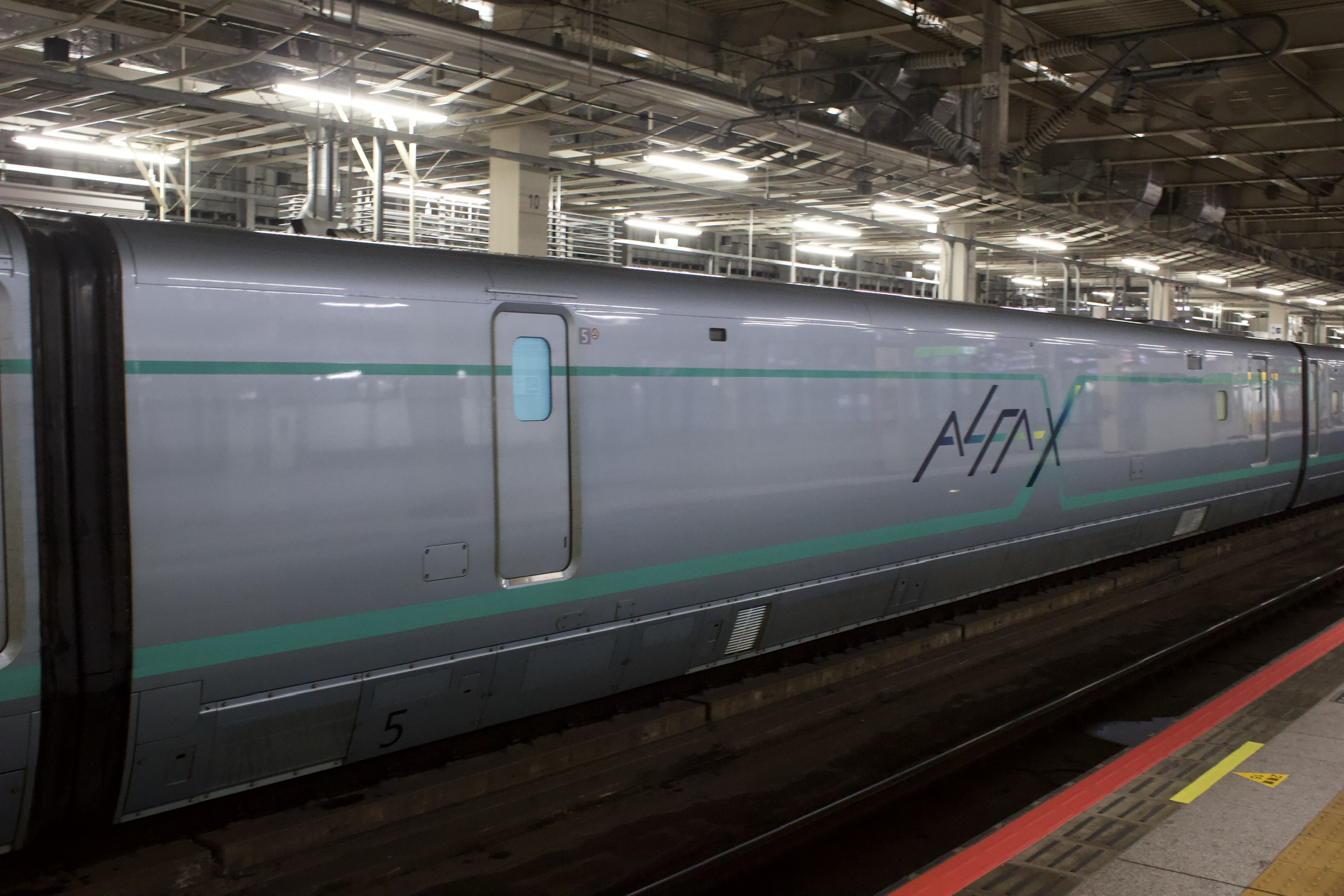
E956-5 （5号車）【試験会議室】
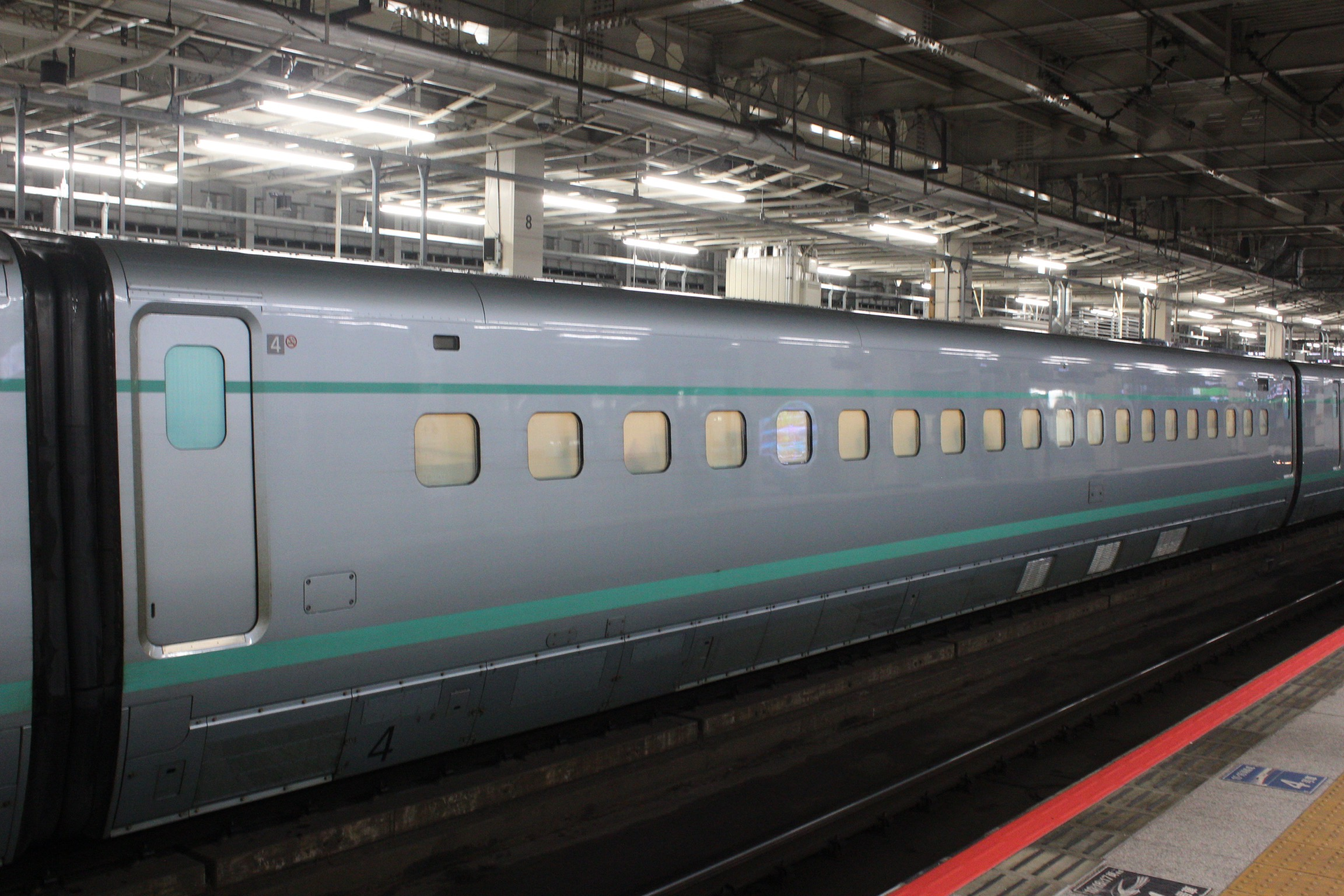
E956-4 （4号車）
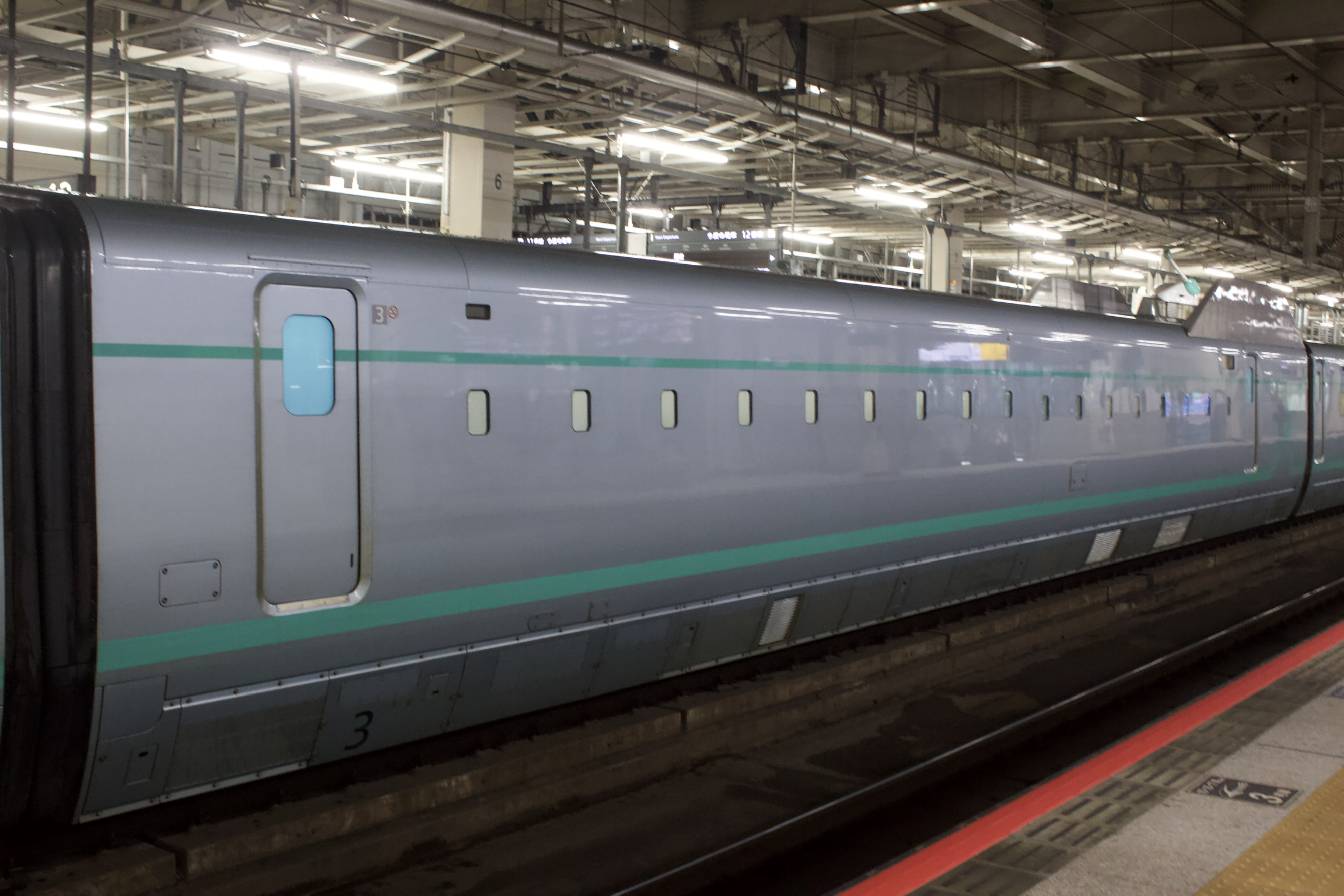
E956-3 （3号車）
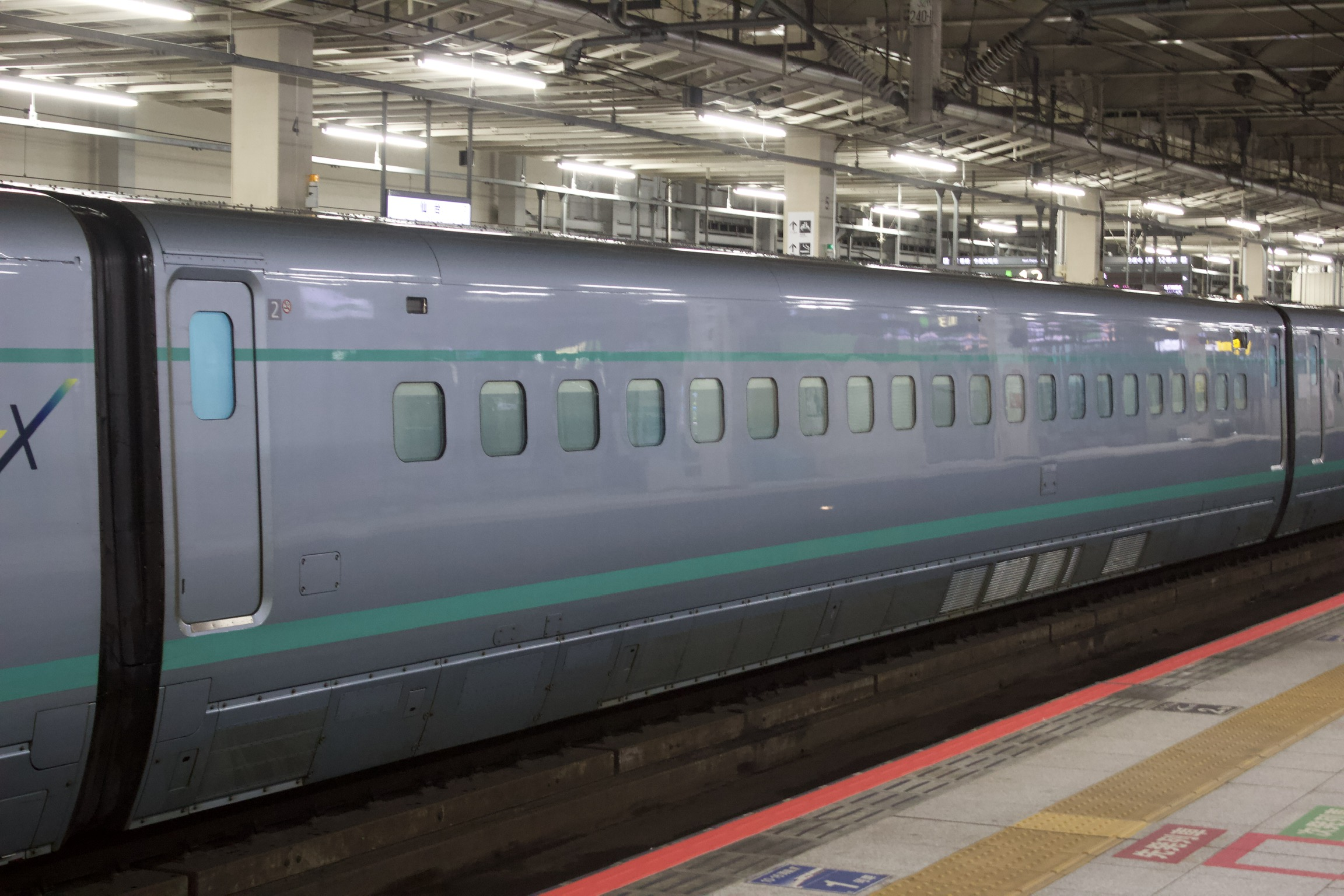
E956-2 （2号車）
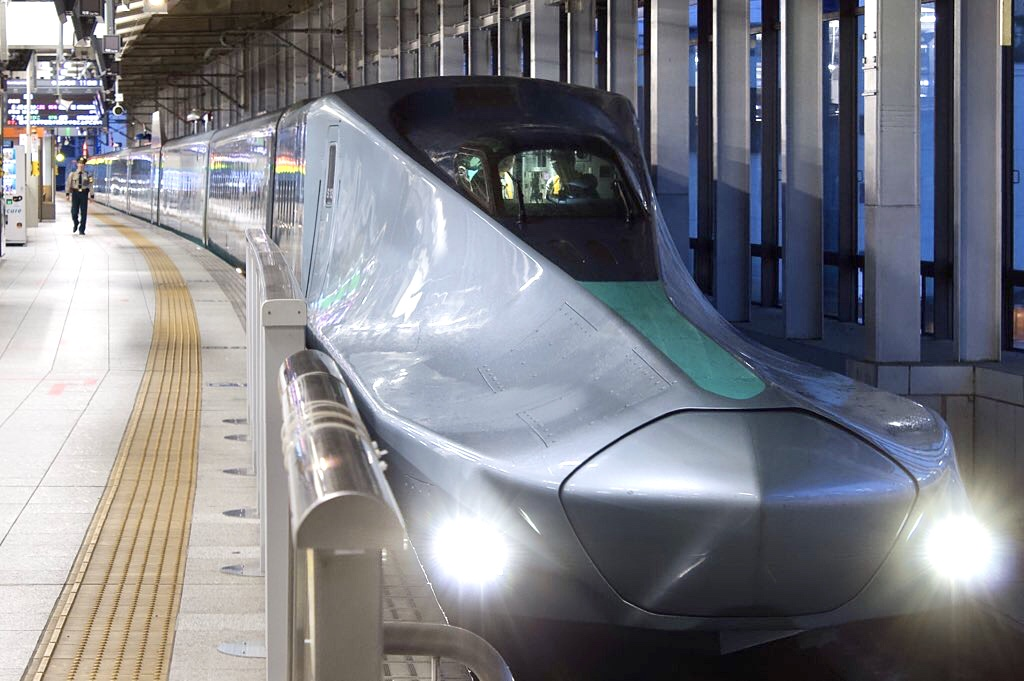
E956-1 （1号車）

## 試験走行反対運動
沿線の宮城県栗原市では、試験走行の車両の通過時間帯が深夜から早朝となるため、試験走行に反対する運動が起こった。その後、栗原市議会には、ALFA-Xの深夜走行の中止を求める意見書が提出され、2019年（令和元年）10月3日の本会議で採択が行われたが反対多数で否決されている。

## 実証実験
2021年（令和3年）1月28日、JR東日本とNTTドコモは、2020年（令和2年）10月 - 12月に、東北新幹線仙台駅 - 新青森駅間にて、時速360 km/hで走行した上で第5世代移動通信方式（以下、5G）の無線通信の実証実験を実施したことを発表した。5Gでは、ドップラー効果や線路周辺の遮蔽物の影響を受けることで、通信品質が不安定になるという課題があり、NTTドコモによって、2017年（平成29年）より実証実験が進められた。実証実験には、3GPP国際標準仕様に準拠した装置が用いられ、結果として、5Gでの高速通信が良好であったほか、4Kや8Kによる高精細の映像を、5Gを活用の上で安定して伝送できたとしている。